# 미코 코우키
미코 크리스티안 코우키(핀란드어: Mikko Kristian Kouki, 1967년 9월 14일~)는 핀란드의 배우, 각본가, 무대 연출가, 영화 감독이다.

## 작품 목록

### 영화
- 더 골드 디거 (2016년)
- 어 패이트리오틱 맨 (2014년)
- 8-볼 (2013년)
- 세이 예스 앤드 댄스 (2012년)
- 네이키드 하버 (2012년)
- 웨어 원스 위 워크드 (2011년)
- 4월의 눈물 (2008년)
- 프리미어로 가는 8일 (2008년)
- 크리스마스 스토리 (2007년)
- 프로즌 시티 (2006년)
- 미녀와 망나니 (2005년)
- 얼어붙은 땅 (2005년)
- 러버스 앤 리버스 (2002년)